# Гвоздів (Вінницький район)
Гво́здів — село в Україні, у Немирівській міській громаді Вінницького району Вінницької області. Населення становить 65 осіб.

## Історія
Старовинна назва - Гвоздовци (не плутати з селом Гвоздовци (нині - Гвіздівці) Сокирянського району Чернівецької області).
Відома згадка про це село у грамоті польського короля: "1559 год, ноября 9. Грамота кор. Сигизмунда-Августа Василию, Ивану и дахну Исаевичам Жабокрицким, подтверждающая их права на имения в Браславском повете: Жабокрич, Бобров, Роговцы, Юрковцы, Кузминцы и Гвоздовцы, так как старыя грамоты на эти имения сгорели при нашествии Крымскаго хана на гор. Браслав".
12 червня 2020 року, відповідно до Розпорядження Кабінету Міністрів України  № 707-р «Про визначення адміністративних центрів та затвердження територій територіальних громад Вінницької області», увійшло до складу Немирівської міської громади.
19 липня 2020 року, в результаті адміністративно-територіальної реформи та ліквідації Немирівського району, село увійшло до складу Вінницького району.